# Neny-Insel
Die Neny-Insel ist eine etwa 3,1 km lange und bis zu einer Höhe von 675 m aufragende Insel vor der Fallières-Küste des Grahamlands auf der Antarktischen Halbinsel. Sie liegt rund 1,5 km nordwestlich der Roman Four Promontory und unmittelbar nördlich der Einfahrt zum Neny-Fjord.
Entdeckt wurde sie von Teilnehmern der British Graham Land Expedition (1934–1937) unter der Leitung des australischen Polarforschers John Rymill. Benannt ist sie in Verbindung mit dem gleichnamigen Fjord, dessen Benennung auf den französischen Polarforscher Jean-Baptiste Charcot zurückgeht.